# 三河義行
三河 義行（みかわ よしゆき、旧姓：小崎、1887年（明治20年） - 1969年（昭和44年））は、日本の医師。医学博士。三河家住宅初代当主。
徳島県神山町出身。九州帝国大学医学部卒業。養父は三河定次郎。

## 生涯
徳島県名西郡上分上山村（現在の神山町）の小崎家に生まれ、後に三河定次郎の養子となる。また実弟は医師の小崎綏攝である。
1913年（大正2年）に九州帝国大学医学部（現在の九州大学医学部）を卒業し、1922年（大正11年）から1924年（大正13年）にかけてドイツのベルリン大学で2年間の留学をしていた。
ドイツへ留学中に日本で起こった関東大震災のニュースを知り、震災にも耐えることが出来るコンクリート造りの家を建設すべく、三河家住宅を地元徳島県出身の木内豊次郎に設計させ、1929年（昭和4年）に完成した。現在でもその子孫が暮らしており、2007年（平成19年）10月19日に国の重要文化財に指定された。
ドイツから帰国した1924年（大正13年）に地元徳島で旧三河病院（産婦人科病院）を開院させ、放射線治療など最先端の医療技術とともに多くの西欧文化を徳島に持ち帰って伝えた。また日本母性保護医協会徳島支部長などを務めた。
1969年（昭和44年）、死去。